# Dominion Cinema
Le Dominion Cinema est un cinéma Art Déco de style Paquebot. C'est un cinéma indépendant situé dans la banlieue d'Édimbourg à Morningside. Il a été ouvert le 31 janvier 1938, et a été conçu par l'architecte Thomas Bowhill Gibson dans un style Art Déco. 
Depuis lors, le cinéma a été fermé trois fois; en 1972, 1980 et 1998, à chaque fois pour ajouter plus de sièges et d'écrans. Le cinéma fonctionne toujours aujourd'hui comme une salle de quatre écrans, et en 1993, il a été protégé comme un bâtiment classé de catégorie B. 